# Kevin Rivera
Kevin Rivera (Cartago, 28 giugno 1998) è un ciclista su strada costaricano che corre per il team Canel's - Java. È stato in precedenza professionista dal 2017 al 2022, vincendo il Sibiu Cycling Tour 2019.

## Palmarès
- 2016 (dilettanti)

3ª tappa Vuelta Ciclista Amateur a Costa Rica
- 2017 (Androni, due vittorie)

1ª tappa Tour of China II (Hongjiang > Ximaxiang)
Classifica generale Tour of China II
- 2018 (Androni, una vittoria)

7ª tappa Vuelta al Táchira (Umuquena > Michelena)
- 2019 (Androni, tre vittorie)

2ª tappa Sibiu Cycling Tour (Sibiu > Lac Bâlea)
Classifica generale Sibiu Cycling Tour
3ª tappa Tour of China II (Mingshan > Mengding)
- 2020 (Androni, tre vittorie)

6ª tappa Vuelta al Táchira (San Cristóbal > Palmira, cronometro)
7ª tappa Vuelta al Táchira (Ureña > San Antonio del Táchira)
4ª tappa Tour de Langkawi (Putrajaya > Genting Highlands)
- 2022 (Gazprom - RusVelo, una vittoria)

4ª tappa Vuelta Ciclista a Costa Rica (Puntarenas > Grecia)
- 2023 (7C Economy Lacoinex, una vittoria)

5ª tappa Vuelta Ciclista a Costa Rica (San Ramón > San Ramón)

### Altri successi
- 2016 (dilettanti)

Prologo Vuelta Ciclista Amateur a Costa Rica (cronosquadre)
- 2017 (Androni)

Classifica scalatori Tour of China II
- 2019 (Androni)

Classifica giovani Vuelta a Chile
Classifica giovani Tour of Bihor
Classifica giovani Sibiu Cycling Tour
Classifica scalatori Tour of China II
- 2020 (Androni)

Classifica scalatori Vuelta al Táchira
Classifica giovani Vuelta al Táchira
- 2023 (7C Economy Lacoinex)

Classifica scalatori Vuelta Bantrab
2ª tappa Vuelta al Norte (Escuala Florencia > Villas Jaguara)
Classifica generale Vuelta al Norte
3ª tappa Vuelta Ciclista a Costa Rica (Bagaces > Curubandé, cronosquadre)
Classifica a punti Vuelta Ciclista a Costa Rica

## Piazzamenti

### Classiche monumento
- Giro di Lombardia

2019: ritirato

### Competizioni mondiali
- Campionati del mondo

Innsbruck 2018 - In linea Under-23: ritirato
Imola 2020 - In linea Elite: ritirato